# Державний кордон Албанії

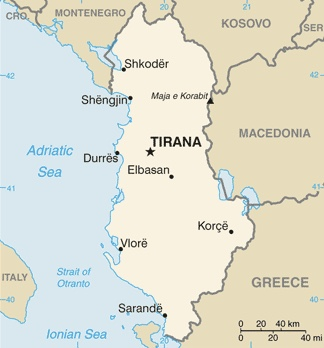
Карта Албанії

Державний кордон Албанії — державний кордон, лінія на поверхні Землі та вертикальна поверхня, що проходить по цій лінії, що визначають межі державного суверенітету Албанії над власними територією, водами, природними ресурсами в них і повітряним простором над ними.

## Сухопутний кордон
Загальна довжина кордону — 691 км. Албанія межує з 4 державами. Уся територія країни суцільна, тобто анклавів чи ексклавів не існує.
Ділянки державного кордону
| Держава            | Ділянка         | Довжина (км) | Прикордонні регіони | Примітки |
| ------------------ | --------------- | ------------ | ------------------- | -------- |
| Греція             | південь         | 212          |                     |          |
| Чорногорія         | північний захід | 186          |                     |          |
| Північна Македонія | схід            | 181          |                     |          |
| Косово             | північний схід  | 112          |                     |          |

## Морські кордони
Албанія на заході омивається водами Адріатичного моря Атлантичного океану. Загальна довжина морського узбережжя 362 км. Згідно з Конвенцією Організації Об'єднаних Націй з морського права (UNCLOS) 1982 року, протяжність територіальних вод країни встановлено в 12 морських миль (22,2 км). Континентальний шельф — до глибин 200 м.